# Samariterhaus (Heidelberg)

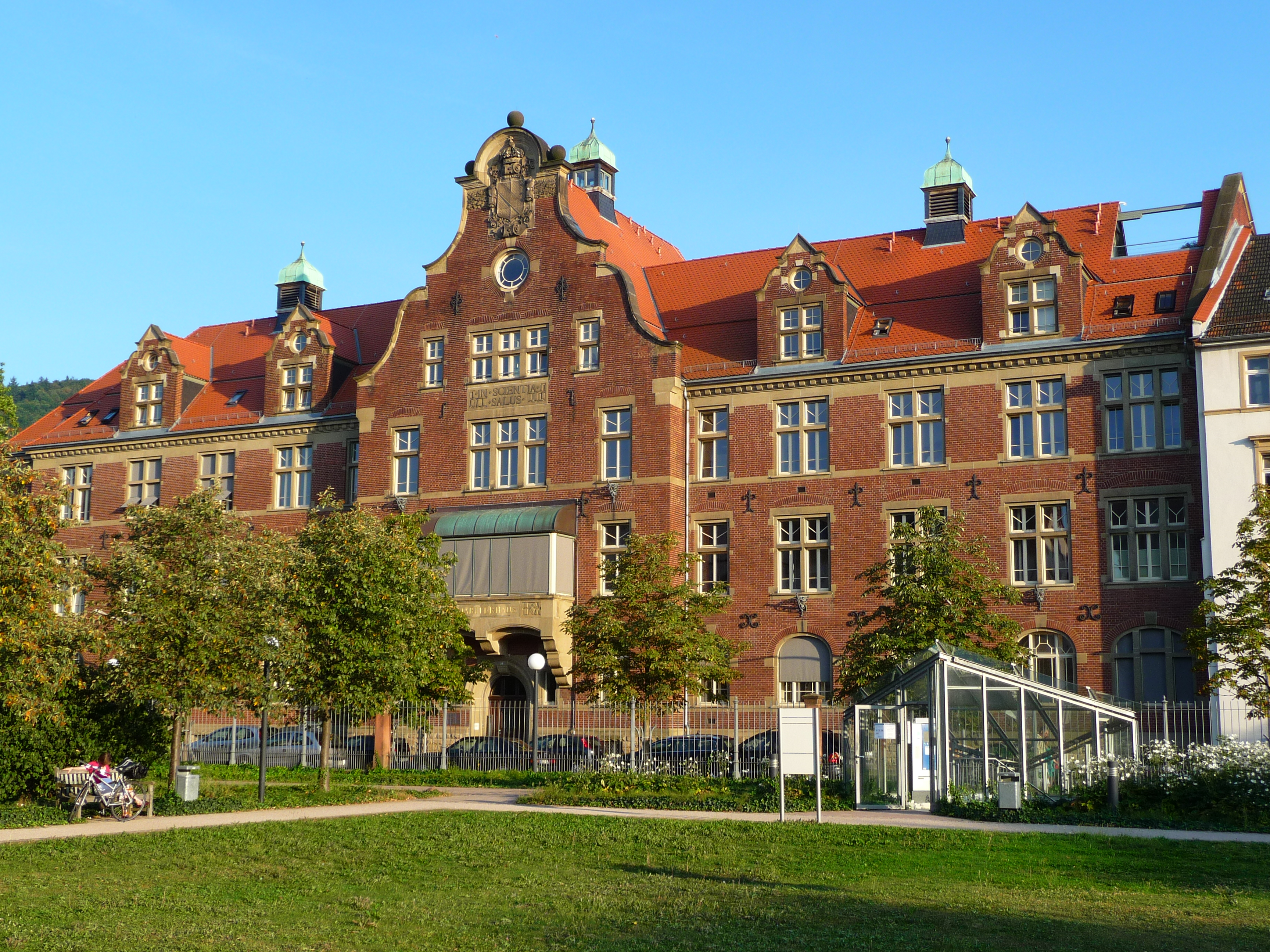
Nordfassade des Samariterhauses (2009)

Das Samariterhaus ist ein zentrales Gebäudeensemble am ehemaligen Standort des Universitätsklinikums Heidelberg im zentrumsnahen Heidelberger Stadtteil Bergheim an der Voß- und der Hospitalstraße. Es beherbergte von der Mitte des 19. Jahrhunderts bis 2004 verschiedene Klinikeinrichtungen und dient heute als Wohnquartier sowie als Standort kleinerer Unternehmen. Die Altbauten stehen zum Teil unter Denkmalschutz.

## Baubeschreibung
Das Samariterhaus ist Bestandteil des rund zwölf Hektar großen Altklinikum-Geländes. In seiner heutigen Form umfasst es das ehemalige Klinikgebäude im Norden sowie Verwaltungsgebäude im Osten und Westen des Anwesens.
Das eigentliche Samariterhaus ist ein dreigeschossiger Backsteinbau mit Gestaltungselementen des Neobarocks. Die Fassade ist aus Ziegeln und Sandsteinen gefügt. Das Dachgeschoss verfügt über eine Holzbalkendecke, die übrigen Stockwerke über Kappendecken. Ein zentrales Treppenhaus erschließt beide Flügel. Die Innenräume weisen an mehreren Stellen künstlerisch wertvolle Wandgemälde und Fliesen auf. Auch der mit Kopfsteinpflaster belegte Innenhof ist Teil des Baudenkmals.
Ebenfalls denkmalgeschützt ist ein westlich gelegener dreigeschossiger Bau mit einfach gestalteter Putzfassade und Holzbalkendecken. Das 1871 errichtete Gebäude beherbergte während der gesamten Nutzungsdauer Büros und Labore.
Vier weitere, sehr schlicht gestaltete, viergeschossige Gebäude am Ostrand des Grundstücks wurden 1909 erbaut und kurz darauf durch lange, durchgehende Korridore miteinander verbunden. Dort befanden sich sowohl Krankenzimmer als auch Labor- und Büroräume.

## Baugeschichte
Die Gebäude der heutigen Wohnanlage „Samariterhaus“ entstanden zwischen 1870 und 1909. Das Haupthaus wurde 1906 errichtet. Zuletzt beherbergte das Samariterhaus die Czerny-Klinik für Krebsforschung.
Um die Jahrtausendwende herum wurde die Altbauten den modernen Anforderungen an Klinikgebäude immer weniger gerecht. Nachdem der Umzug der Klinik auf das Neuenheimer Feld im Norden der Stadt absehbar war, begann das Land Baden-Württemberg als Eigentümerin des Altklinikums mit der Vermarktung von dessen Gebäuden, um die Neubauten zu finanzieren. Gemeinsam mit der Stadt Heidelberg wurde für die Entwicklung des Gebiets der Schwerpunkt auf eine Wohnnutzung gelegt, wobei die Stadt auf dem Samariterhaus-Gelände die Ansiedlung einer Schule plante.
Von 2003 an erarbeitete der örtliche Projektentwickler Kraus Immobilien ein Konzept, das neben Eigentumswohnungen auch Gewerberäume vorsah. 2004 zogen die Klinikeinrichtungen aus den Gebäuden aus. Im Sommer 2005 nahm Kraus Immobilien offiziell Kontakt mit der Stadtverwaltung auf. Im Oktober erwarb das Unternehmen das 7300 Quadratmeter große Grundstück mit fünf darauf stehenden Gebäuden für rund 4 Millionen Euro vom Land Baden-Württemberg.
Im Frühjahr 2006 begannen die Umbauarbeiten, wobei der neue Eigentümer zwei Teilflächen an andere Investoren verkaufte. Dabei zeigte sich ein äußerst schlechter Zustand der östlichen Gebäudegruppe von 1909. Vor allem deren Beton- und Holzbalkendecken waren weitgehend marode. Eines der Gebäude war so verfallen, dass es abgerissen wurde, an anderen wurden die oberen beiden Stockwerke abgetragen und neu aufgebaut. Die ursprünglich vier Häuser, die bereits früh miteinander verbunden worden waren, wurden so umgestaltet, dass sie zwei getrennte Einheiten bildeten.
Das Samariterhaus blieb äußerlich weitgehend unverändert. In den unteren Stockwerken wurden die Sprossenfenster innen mit modernen Fenstern hinterbaut, in den oberen Stockwerken erfolgte ein kompletter Austausch der Fenster. Das Dach erhielt leicht veränderte Gauben sowie zusätzliche Fenster, um dort eine Nutzung in zwei Ebenen zu ermöglichen. Im Inneren wurden die Kappendecken mit Betonträgern verstärkt und die großen Räume des östlichen Flügels durch Leichtbauwände an heutige Wohnbedürfnisse angepasst. Der westliche Flügel war dagegen bereits in kleine Räume unterteilt, was aus Gründen des Denkmalschutzes beibehalten wurde. Im Treppenhaus wurde ein Aufzug eingebaut. An mehreren Stellen wurden die Wände verkleidet, um gegen Wärmeverlust zu dämmen, Raum für Leitungen zu schaffen und Wandgemälde zu schützen. An anderer Stelle blieben diese Gemälde sowie wertvolle Fliesen sichtbar. Im Innenhof wurde das erhaltenswerte Pflaster teilweise durch Wege aus rutschfesten Platten ersetzt. Zahlreiche Leitungs- und Übergangsverbindungen zwischen den verschiedenen Teilen des Komplexes wurden im Rahmen der Bauarbeiten abgebrochen.
Am Ende der Arbeiten waren 68 Wohnungen mit rund 6500 Quadratmetern Wohnfläche in den Altgebäuden und dem Neubau auf der Ostseite entstanden. Dazu kamen sechs neu errichtete Stadthäuser und Gewerbeflächen im Umfang von rund 2900 Quadratmetern, die zum Teil von Bewohnern des Quartiers selbst genutzt werden. Bei 20 Prozent der Wohnfläche handelt es sich um Sozialwohnungen, bei den übrigen um an Eigennutzer und Anleger verkaufte Eigentumswohnungen. Mitte 2007 zogen die ersten Bewohner ein, die letzten im ersten Quartal 2008. Die Kosten für Entwicklung und Umgestaltung des gesamten Geländes lagen bei rund 30 Millionen Euro.